# Jerarquía digital plesiócrona
La jerarquía digital plesiócrona —abreviada como PDH, del inglés Plesiochronous Digital Hierarchy— es una tecnología usada en telecomunicación tradicionalmente para telefonía que permite enviar varios canales telefónicos sobre un mismo medio (ya sea cable coaxial, radio o microondas) usando técnicas de multiplexación por división de tiempo y equipos digitales de transmisión. También puede enviarse sobre fibra óptica, aunque no está diseñado para ello y a veces se suele usar en este caso SDH —Synchronous Digital Hierarchy—.

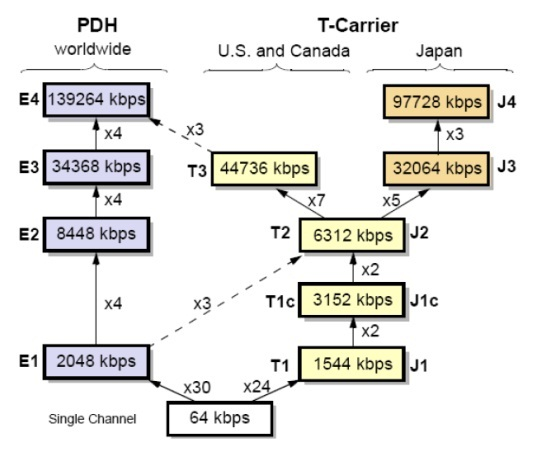
Fig. 1 Niveles de PDH

La jerarquía usada en Latinoamérica es la misma de Europa que agrupa 30+2 canales de 64Kb/s para
obtener 2048 kbit/s (E1). Luego multiplicando por 4 sucesivamente se obtiene jerarquías de nivel superior con las velocidades de 8 Mbit/s (E2), 34 Mbit/s (E3) y 139 Mbit/s (E4).

## Introducción
El término plesiócrono se deriva del griego plesio, cercano y chronos, tiempo, y se refiere al hecho de que las redes PDH funcionan en un estado donde las diferentes partes de la red están casi, pero no completamente sincronizadas. La tecnología PDH, por ello, permite la transmisión de flujos de datos que, nominalmente, están funcionando a la misma velocidad (bit rate), pero permitiendo una cierta variación alrededor de la velocidad nominal gracias a la forma en la que se construyen las tramas.

## Principios de entramado y multiplexación PDH
En el sistema europeo, se tiene hasta cinco jerarquías, como se puede observar en la siguiente tabla.
| Jerarquía | Velocidad     | Canales | Trama                |
| --------- | ------------- | ------- | -------------------- |
| E1        | 2048 Kbit/s   | 30      | 256 bits = 125 us    |
| E2        | 8448 Kbit/s   | 120     | 848 bits = 100.38 us |
| E3        | 34368 Kbit/s  | 480     | 1536 bits = 44,7 us  |
| E4        | 139264 Kbit/s | 1920    | 2904 bits = 20.85 us |
| E5        | 564992 Kbit/s | 7680    | 2688 bits = 4.7 us   |

Un equipo multiplicador digital recibe un número N de señales numéricas, llamadas tributarios, que se presentan a su entrada en paralelo y produciendo una señal digital de mayor velocidad de información como mínimo N veces superior a la de los tributarios.
- fm >= N × ft

- fm = frecuencia múltiplo.

- ft = frecuencia de tributario.

Los tributarios de entrada deberán estar en fase y en igualdad de frecuencia entre sí, pero en realidad no es así sino que tienen distinta fase entre sí y variación de las frecuencias.
- ft< = ft ± Δft

- fm = fm ± Δfm

A cada señal tributaria se le añaden unos bits que se llaman de relleno o de justificación, y unos bits que se llaman de control de justificación, para que el extremo receptor pueda distinguir los bits que son de información y los que son de relleno. Este proceso es conocido como justificación, y tiene por objeto absorber las ligeras diferencias de frecuencia que pueden presentar los distintos tributarios, ya que pueden haberse constituido con fuentes de reloj diferentes. De esta forma, a los tributarios más lentos es necesario añadirles más bits de relleno que a los tributarios más rápidos. En el extremo receptor, los bits de relleno son oportunamente reconocidos y cancelados gracias a la información que transportan consigo los bits de control de la justificación.
En consecuencia, la velocidad de la señal agregada es mayor que la suma de las velocidades de las señales tributarias.
- fm > N × ft ---> fm = (N × ft) + fr

- fr = frecuencia de los bits de redundancia.

## Jerarquías europea (E1), norteamericana (T1) y japonesa (J1)
PDH se basa en canales de 64 kbps. En cada nivel de multiplexación se van aumentando el número de canales sobre el medio físico. Es por eso que las tramas de distintos niveles tienen estructuras y duraciones diferentes. Además de los canales de voz en cada trama viaja información de control que se añade en cada nivel de multiplexación, por lo que el número de canales transportados en niveles superiores es múltiplo del transportado en niveles inferiores, pero no ocurre lo mismo con el régimen binario.

Existen tres jerarquías PDH: la europea, la norteamericana y la japonesa. La europea usa la trama descrita en la norma G.732 de la UIT-T mientras que la norteamericana y la japonesa se basan en la trama descrita en G.733. Al ser tramas diferentes habrá casos en los que para poder unir dos enlaces que usan diferente norma haya que adaptar uno al otro, en este caso siempre se convertirá la trama al usado por la jerarquía europea.

En la tabla que sigue se muestran los distintos niveles de multiplexación PDH utilizados en Norteamérica (Estados Unidos y Canadá), Europa y Japón.
| Nivel | Norteamérica | Norteamérica | Norteamérica | Europa    | Europa  | Europa       | Japón     | Japón  | Japón        |
| Nivel | Circuitos    | kbit/s       | Denominación | Circuitos | kbit/s  | Denominación | Circuitos | kbit/s | Denominación |
| 1     | 24           | 1544         | (T1)         | 30        | 2048    | (E1)         | 24        | 1544   | (J1)         |
| 2     | 96           | 6312         | (T2)         | 120       | 8448    | (E2)         | 96        | 6312   | (J2)         |
| 3     | 672          | 44 736       | (T3)         | 480       | 34 368  | (E3)         | 480       | 32 064 | (J3)         |
| 4     | 4032         | 274 176      | (T4)         | 1920      | 139 264 | (E4)         | 1440      | 97 728 | (J4)         |

Los flujos de datos que llegan a los multiplexores se les suele llamar como tributarios, afluentes o cargas del múltiplex de orden superior la mayoría de las veces.

## Jerarquía Europea (E1)
Posee las siguientes características:
- Definida por la Recomendación G.732 del UIT-T

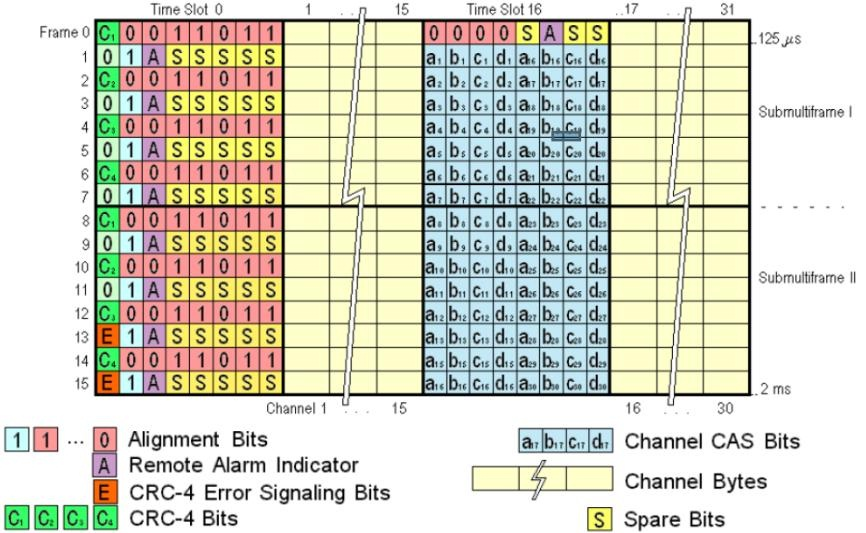
Fig. 2 Estructura de Multitrama E1

- Define un conjunto de 32 ranuras o intervalos de tiempo de 8 bits, cada uno de 64 kbps.
- Posee dos intervalos (0 y 16) reservados para administración y señalización del canal, como muestra la Figura 2.
- Cada trama tiene una duración de 125 μs.
- Los primeros 8 bits (TS0) de cada trama forman el encabezado H, según la Recomendación G.704 de UIT-T.
- Los restantes bits pueden ser usados para la transmisión de datos. (datos de usuario), tienen una tasa de bits disponible de 1984 kbps, equivalente a 31 canales de 64 kbps cada uno.
- La ley de codificación utilizada es la Ley A especificada en la Recomendación G.711 que proporciona un flujo de datos de 64 kbps.
- Se permite una variación, alrededor de la velocidad exacta de 2,048 Mbps, de ±50 ppm (partes por millón), lo que significa que dos flujos diferentes de 2 Mbps pueden ser aceptados a velocidades ligeramente diferentes uno de otro.

### Canal de Administración TS0
Posee estas características:
- Contiene los bits del encabezado de la Recomendación G.704.

- Se utiliza para enviar:

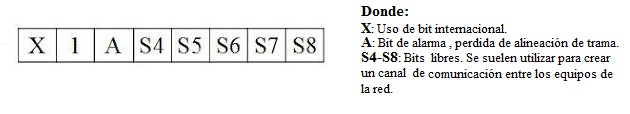
Fig. 3 FAS (Palabra de alineación de trama)

  - SincronizaciónAlineamiento de trama (FAS)
  - Información de supervisión del enlace
  - Indicador de alarma remota
  - Verificación de Redundancia cíclica (CRC)

### Proceso de alineamiento de trama
El alineamiento de la trama consiste en 8 bits que permiten el sincronismo del receptor. Cuando se detectan con error 4 palabras consecutivas, se produce la pérdida el alineamiento de trama LOF; para recuperar el alineamiento de la trama se deben leer correctamente 3 palabras consecutivas. En tanto dura la falta de alineamiento, la señal de los flujos tributarios se remplaza por una señal de indicación de alarma AIS consistente en una secuencia de bits 1.

### Canal de Señalización TS16
Existen dos formas genéricas de enviar la señalización de los canales de telefonía en el multiplexor E1:

1. Señalización por Canal Asociado (CAS): proceso que requiere la disponibilidad de un canal exclusivo para tareas de señalización.  Define los protocolos que deben establecerse entre usuarios para los siguientes casos:
  1. Cuando el usuario levanta el teléfono.
  2. Cuando uno de los usuarios empieza a marcar el número.
  3. Cuando el usuario llama, etc.
2. Señalización por Canal Común CCS o SS7:  Es un conjunto de protocolos de señalización telefónica empleado en la mayor parte de redes telefónicas mundiales, cuyo principal propósito es el establecimiento y finalización de llamadas, sin requerir la disposición de un canal exclusivo, liberando el TS16 en el caso del E1.

## Órdenes jerárquicos superiores (E2,E3,E4)

### Nivel jerárquico E2
- El nivel E2 generalmente es llamado G.742.

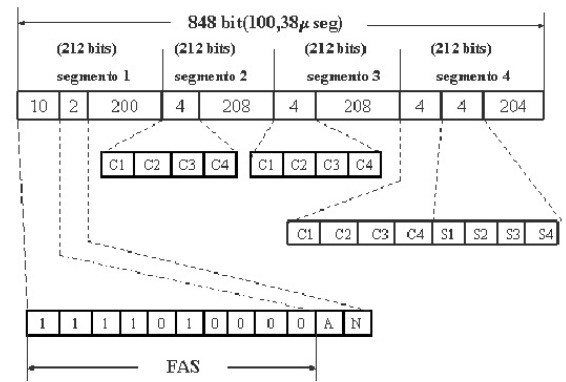
Fig. 4 Estructura de trama PDH a 8448 kbit/s

- El uso de este orden fue en un principio para caminos digitales entre países.
- La tasa de bit nominal debe ser de 8448 kbit/s.
- La trama consiste en 848 bits, 4 subtramas de 212 bit. Cada subtrama se divide en 53 grupos de 4 bits.
- Tiene 206 bits por cada tributario (E1) y se puede apreciar en la Fig. 4.
- Entrelaza 4 tributarios de distinta velocidad (funcionamiento plesiócrono) dentro de la tolerancia de  50  ppm,  asignando a cada afluente una capacidad levemente superior a la real y rellenar el exceso con bits de justificación (stuffing ) que se eliminan en el proceso de demultiplexación.
- Entrelazado  de 4  afluentes de entrada cuya velocidad puede no ser exactamente igual (funcionamiento plesiócrono) requiere entonces de la aplicación del proceso de Justificación Positiva.  El mismo consiste en asignar a cada afluente una capacidad levemente superior a la real y rellenar el exceso con bits de justificación que se eliminan en el proceso de demultiplexación.

### Órdenes jerárquicos superiores
- El tercer y cuarto orden jerárquico son una extensión del segundo orden, debido a la similitud de tramas.
- Se disponen de palabras de alineamiento de trama al inicio de cada organización de iguales características.  Se cuenta con una alarma para informar al terminal remoto de la falta de alineamiento local.

En resumen:
- Equipo Múltiplex digital plesiócrono de 2/8 Mbit/s: Equipo que en transmisión combina 4 señales tributarias a 2,048 Mbit/s, de forma que a la salida se obtiene una señal múltiplex de 8,448 Mbit/s. En recepción lleva a cabo la función complementaria.
- Equipo Múltiplex digital plesiócrono de 8/34 Mbit/s: Equipo que en transmisión combina 4 tributarios de 8,448 Mbit/s, de forma que a la salida se obtiene una señal múltiplex de 34,368 Mbit/s. En recepción lleva a cabo la función complementaria.
- Equipo Múltiplex digital plesiócrono de 34/140 Mbit/s: Equipo que en transmisión combina 4 tributarios de 34,368 Mbit/s, de forma que a la salida se obtiene una señal múltiplex de 139,264 Mbit/s. En recepción lleva a cabo la función complementaria.
- Equipo Múltiplex digital plesiócrono de 140/565 Mbit/s: Equipo que en transmisión combina 4 tributarios de 139,264 Mbit/s, de forma que a la salida se obtiene una señal múltiplex de 564,992 Mbit/s. En recepción lleva a cabo la función complementaria. No está normalizado por la ITU-T. También se denomina múltiplex digital 4 x 140 Mbit/s.

## Propiedades físicas y eléctricas

### Interfaces de Conexión
Las especificaciones eléctricas para las conexiones E1, E2, E3, etc, son distintas, partiendo por las condiciones eléctricas, tipo de codificación, tipo de interfaz entre otros detalles.
| Protocolo | Capacidad | Interfaz                                                |
| --------- | --------- | ------------------------------------------------------- |
| E1        | 2 Mbit/s  | V.35, DB15                                              |
| E2        | 8 Mbit/s  | No se comercializan(se utilizan enlaces E1 en paralelo) |
| E3        | 34 Mbit/s | HSSI(High Speed Serial Interfaz)                        |

Interfaz V.35: Es una combinación de la norma V.35 y la EIA 232. Todos los pines de datos y de temporización se añaden a la especificación V.35  que son circuitos balanceados y de bajo voltaje. Utilizado para enlaces troncales E1 entre equipos de conmutación.

Interfaz DB15 a BNC: Diseñada para trabajar con equipos Cisco,  proporciona una interfaz de conexión E1.

Interfaz HSSI: La interfaz serial de alta velocidad (HSSI, High-Speed Serial Interface) admite velocidades de transmisión de hasta 52 Mbps. La interfaz HSSI se usa para conectar routers en las LAN con las WAN mediante líneas de alta velocidad como las líneas T3 o E3.

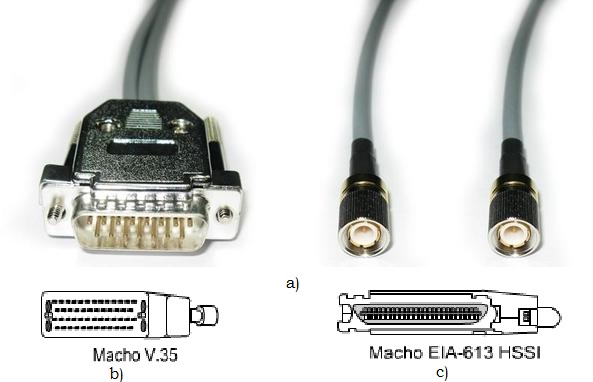
Fig. 5 Interfaces PDH a) DB15 a BNC, b) V.35, c) HSSI

### Interfaces eléctricas
Interfaz E1 A 2048 Kbps: 
- En los puertos de entrada, presenta una impedancia de 75 Ohms para conexiones coaxiales y de 120 Ohms para conexiones de pares simétricos.
- Un margen de 12-18 dB en pérdidas por retorno a 3kHz.
- El conductor exterior al par coaxial deberá conectarse a la red de tierra.

Interfaces E2, E3, E4:
- Impedancia de entrada de 75 Ohms.

- Margen de 6 a 8 dB en pérdidas por retorno a 12Khz (interfaz E2) y 51kHz (interfaz E3).

## Codificación
Se presentan varios esquemas de codificación,  sin  embargo, para el caso del estándar Europeo, el único esquema de codificación empleado para todos los niveles de jerarquía es el HDB3 a excepción del E4 que usa CMI.
Código de Línea HDB3 (Alta Densidad Bipolar de 3 Ceros):
- Admite hasta 3 ceros consecutivos, invierte la polaridad en un 4.º cero. Alternan las polaridades para evitar la componente continua.
- Adecuado para transmisión a altas velocidades.

Código CMI (Coded mark inversión):
- Permite una mínima componente continua y un máximo número de cambios de nivel.
- Diseñado para velocidades de 140 Mbps de la jerarquía digital plesiocrona.

## Detección de errores y alarmas

### Detección de errores
La detección de errores se ejecuta sobre la secuencia de alineamiento de trama (TS0 de las tramas pares), de forma que el receptor que ejecuta la medida compara la secuencia recibida en este octeto con el patrón.
Este método es poco exhaustivo, pues testea únicamente 8 bits de cada 512, pero es el que se utiliza en ausencia de implementación de CRC.
La CRC por sus siglas en inglés, es un método de control de errores y una de sus finalidades es el monitoreo de errores, donde controla el BER de un enlace digital de extremo a extremo, el código CRC se coloca al crear la trama y se mantiene con ella hasta el final donde el receptor la analiza para ver si ocurrió un error. El CRC no es más que un conjunto de bits de paridad usados para el control de la tasa de error.

### Alarmas PDH

#### Pérdida de señal (LOS)
La alarma en PDH denominada LOS (Loss of signal), se dispara cuando el nivel de la señal se encuentra por debajo de un BER de 1 en 10³, esto puede ocurrir cuando se corta el cable de transmisión o existe mucha atenuación en la señal. La alarma será retirada cuando se detecten dos tramas PDH y no nuevas señales de LOS.
Algunos criterios para la detección y desaparición de la señal de LOS según la norma G.775 son:
- Se detecta una señal de LOS en una interfaz de  64 kbps cuando se tiene una ausencia de señal por un periodo de 31 us a 30 ms.
- Se detecta una señal de LOS en una interfaz de 2048 Kbps cuando se tiene una ausencia de señal por un periodo de 5 us a 1 ms.
- Se detecta una señal de LOS en una interfaz de 8448 Kbps cuando se tiene una ausencia de señal por un periodo de 1.2us a 1 ms.
- Se detecta una señal de LOS en una interfaz de 34368 Kbps cuando se tiene una ausencia de señal por un periodo de 0.3us a 1 ms.
- Se detecta una señal de LOS en una interfaz de 139264 Kbps cuando se tiene una ausencia de señal por un periodo de 36ns a 1 ms.

En todos los casos, la alarma desaparecerá cuando se detecte la transmisión de señales,  el término de las alarmas debe ser comunicado casi en el mismo periodo señalado en la aparición de la alarma.

#### Señal indicadora de alarma (AIS)
La alarma denominada AIS   (Alarm Indication Signal) es una señal de información característica que poseen todas las jerarquías SDH. Es generada para reemplazar el tráfico normal cuando este contiene una condición defectuosa para indicar que el tráfico esta caído.

Algunos criterios para la detección y desaparición de la señal de AIS según la norma G.775 son:
- Dos criterios diferentes para la detección de AIS en una interfaz de 64 kbps:
  - La señal de 64 kbps contiene 5 o menos ceros en una secuencia de 128 unos.
  - La señal de 64 kbps de unos sin trama con una duración de 15.6 ms no debe contener más de 0.2±0.1% ceros.
- Dos criterios diferentes para la detección de AIS en una interfaz de 2048 kbps:
  - La  señal  de  2048  kbps  contiene  2  o menos ceros en una secuencia de 512 bits (250 us).
  - La señal de 64 kbps de unos sin trama con una duración de 0.5 ms no debe contener más de 0.2±0.1% ceros.
  - La señal de entrada tiene 1 o menos ceros en cada una de dos periodos de tramas consecutivas (512 bits por doble trama).

En todos los casos la alarma desaparece cuando dos o menos ceros son detectados en una secuencia de 3156 bits.

#### Remote Defect Indication (RDI)
La alarma denominada RDI (RemoteDefectIndication) es una señal que se envía al equipo transmisor cuando se detectan alarmas como Lost of Frame, Lost of Signal o AIS. Algunos criterios para la detección y desaparición de la señal de RDI según la norma G.775 son:

- Criterio para la detección de una alarma RDI en un nivel TS-16:
- La alarma se activa con un solo bit “y” se configura como un 1 binario durante un período de muestreo de  5ms. La alarma desaparece cuando el bit “y” se configura como un binario 0 durante un periodo de muestreo de 5 ms.

- Criterio para la detección de una alarma RDI en una interfaz de  2048 kbps: 

- La alarma se activa con un solo bit “A” se configura como un 1 binario durante un periodo de muestreo de 5 ms. La alarma desaparece cuando el bit “A” se configura como un binario 0 durante un periodo de muestreo de 5 ms.

## Limitaciones de PDH
El proceso de justificación por una parte, y por otra el hecho de que la temporización vaya ligada a cada nivel jerárquico, hacen que en la práctica sea imposible identificar una señal de orden inferior dentro de un flujo de orden superior sin demultiplexar completamente la señal de línea.
Uno de los mayores inconvenientes de la demultiplexación plesiócrona es que una vez formada la señal múltiplex, no es posible extraer un tributario concreto sin demultiplexar completamente la señal. En el caso de un flujo de 140 Mbps, suponiendo que en un punto intermedio se desee extraer un canal a 2 Mbps es necesario para ello recurrir a las voluminosas y rígidas cadenas de multiplexación. 
Las diferentes jerarquías plesiócronas existentes (americana, europea y japonesa) hacen muy difícil el interfuncionamiento. La escasa normalización ha conducido a que los códigos de línea, la modulación o las funciones de supervisión, sean específicas de cada proveedor de telecomunicaciones, de forma que equipos de diferentes fabricantes son incompatibles entre sí.